# Bernard-Pierre Donnadieu
Bernard-Pierre Donnadieu (Paris, 2 de julho de 1949 - Versalhes, 27 de dezembro de 2010) foi um ator francês.
Donnadieu estudou teatro e cinema na Sorbonne (Paris III)  e atuou em filmes como Les uns et les autres, Faubourg 36, Léon e Spoorloos, entre outros.
Morreu aos 61 anos de idade, vítima de câncer.